# Anisodes flavirubra
Anisodes flavirubra är en fjärilsart som beskrevs av W. Warren 1896. Anisodes flavirubra ingår i släktet Anisodes och familjen mätare. Inga underarter finns listade i Catalogue of Life.